# Edward Digby (9e baron Digby)
Pour les autres membres des familles, voir Famille Fox (Angleterre) et Baron Digby.
Edward St Vincent Digby, 9e baron Digby (21 juin 1809 - 16 octobre 1889), également 3e baron Digby dans la pairie de Grande-Bretagne, est un pair britannique.

## Biographie
Il est le fils de l'amiral Henry Digby, qui combat à la bataille de Trafalgar, et de Jane Elizabeth Coke, fille de Thomas Coke (1er comte de Leicester, 1754-1842) et le frère de Jane Digby. Il est capitaine dans le Dorsetshire Yeomanry le 12 novembre 1848. Le 12 mai 1856, il devient neuvième baron Digby (dans la pairie d'Irlande) et troisième baron Digby (dans la pairie de Grande-Bretagne) à la mort de son cousin, Edward Digby (2e comte Digby) (à la mort duquel le comté disparait) et prend place à la Chambre des lords. Le 26 juillet 1856, il est promu lieutenant-colonel dans la Yeomanry et, le 19 juillet 1866, succède à Lord Rivers comme lieutenant-colonel commandant du régiment. Il démissionne du commandement en 1870.
Lord Digby épouse sa cousine au troisième degré Theresa Anna Maria Fox-Strangways, fille de Henry Fox-Strangways (3e comte d'Ilchester), en 1837. Il est décédé en octobre 1889, à l'âge de 80 ans, et son fils aîné Edward Digby (10e baron Digby) lui succède. L'arrière-petite-fille de Lord Digby est Pamela Digby, ambassadrice américaine en France.